# Opel Ascona
L'Opel Ascona è un'automobile di fascia medio-alta prodotta in tre serie, dal 1970 al 1988, dalla casa automobilistica tedesca Opel. 
Il nome di questa automobile è ripreso dalla cittadina svizzera di Ascona, posta sul Lago Maggiore nel Canton Ticino.

## Storia
Alla fine degli anni sessanta la Opel aveva in listino la Opel Rekord come vettura di fascia medio-alta. Questo modello, però, mostrava caratteristiche tali da poter competere anche con vetture di categoria superiore, distanziandosi a tal punto dalla più piccola Kadett che Opel propose la Olympia A, una versione di lusso lievemente modificata della Kadett, che doveva riempire il vuoto commerciale tra quest'ultima e la Rekord. La Ascona, la cui prima generazione venne lanciata nel 1970, fu una delle più tipiche vetture di fascia media di quegli anni. Chiamata a raccogliere l'eredità della Olympia A, che in fondo altro non era se non una Kadett B riccamente allestita e anche con motore da 1,9 litri, la vettura riscosse un buon successo di vendite, totalizzando quasi 4 milioni di esemplari in 18 anni. Infatti, nel 1988 venne sostituita dalla prima generazione della  Vectra. Durante quest'arco di tempo, l'Ascona ebbe varie modifiche, fra l'altro passando dalla trazione posteriore a quella anteriore. Oltre che come berlina a tre volumi, la Ascona fu proposta anche come giardinetta nella prima generazione, e come fastback nella terza ed ultima generazione. Significativa anche la sua attività sportiva, specie nella seconda generazione, la cui evoluzione più estrema venne battezzata Ascona 400 e riuscì ad aggiudicarsi il titolo piloti nel mondiale rally del 1982, quando già era in produzione la terza generazione.

## Galleria d'immagini
| Opel Ascona A | Opel Ascona B | Opel Ascona C |
| ------------- | ------------- | ------------- |
| 1970-1975     | 1975-1981     | 1981-1988     |
|               |               |               |
|               |               |               |
|               |               |               |
|               |               |               |